# SN 2006W
SN 2006W – supernowa typu II-L odkryta 5 lutego 2006 roku w galaktyce UGC 9265. W momencie odkrycia miała maksymalną jasność 16,60m.